# 曹作清

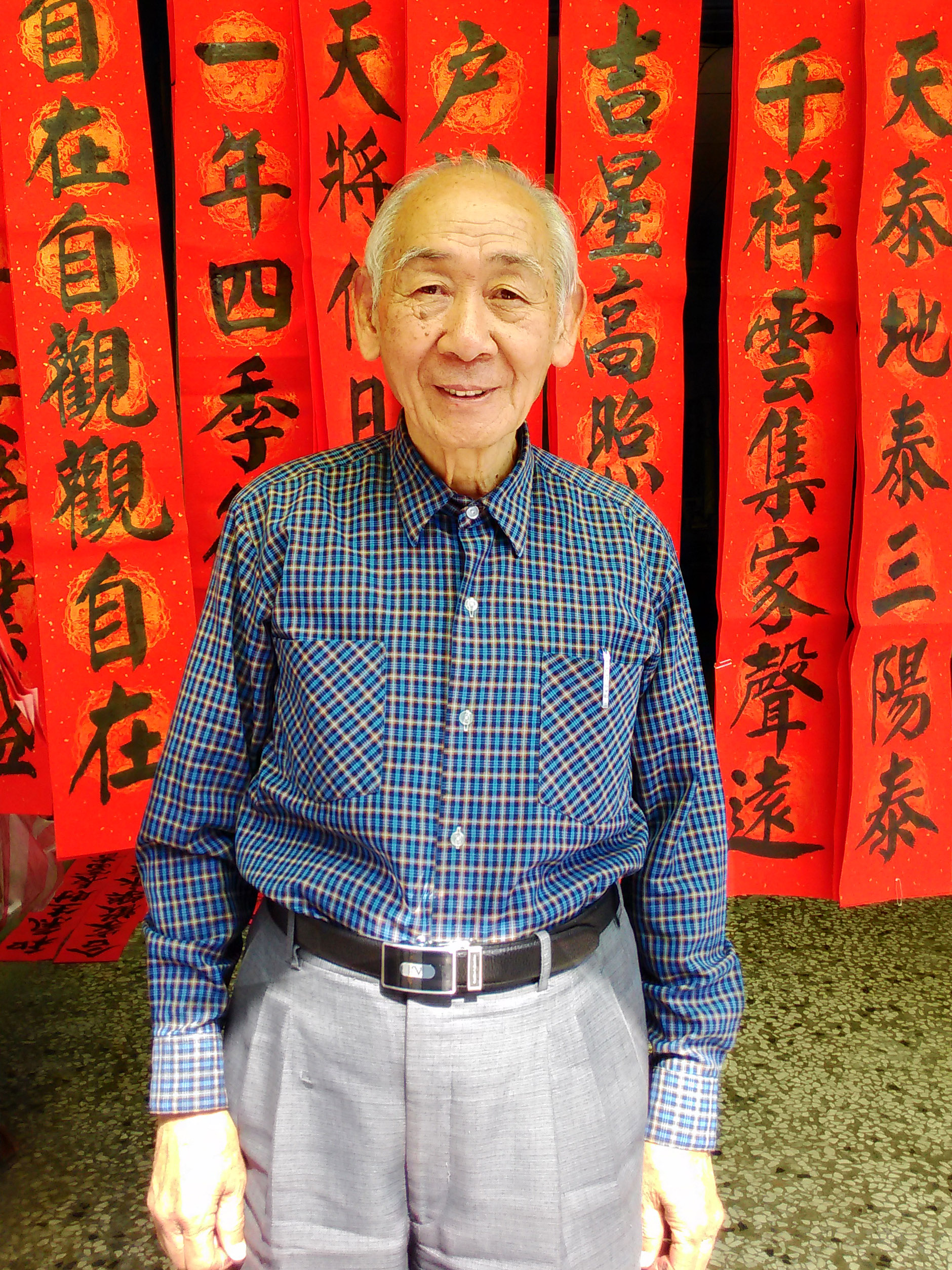
曹作清，民國一百零四年（2015年）攝於高雄鳳山。

曹作清（1939年—2022年），號岳麓山人、顥瀚，湖南人，中国書法家、畫家，活躍於兩岸書畫交流。現任中華書法家協會理事、中華將軍教授書畫院會員、高雄市書畫學會會員、中國書法學會會員代表、若水書會會員、中國美術協會會員、高雄市湖南同鄉會理事。現居臺灣高雄市。

## 經歷
曹作清的書法啟蒙於兄長及湖南學堂老師，當時學堂老師以楷書寫出「床前明月光 疑是地上霜」書法之美令孩童時期的曹作清感受深刻。民國三十八年（1949年），十歲的曹作清隨著家人搭船來臺灣。
民國四十五年（1956年）考取國立臺灣藝術專科學校（今國立臺灣藝術大學）主修美術印刷，就學期間，受到「藝術生活化 生活藝術化」這兩句話的影響，致力於推廣藝術與文化，提升生活品質。後來因親友鼓勵而走入軍中，民國四十八年（1959年）保送進入政工幹部學校（今政治作戰學院）政治系，民國五十年（1961年）攻讀政工幹部學校法研所，獲得法學碩士學位。民國六十二年（1973年）奉派陸軍官校政治系任教，之後陸續晉陞副教授、教授、系主任，至民國九十五年（2006年）退休。
除了書法之外，曹作清亦擅長畫虎、馬、鷹與山水。曹作清認為「畫，遠看比近看好看」，便從山水開始學畫，學習黃君璧畫瀑布山林的氣勢，感受巨大震撼力；畫動物則是受到林玉山、章思統的畫虎神韻技法的影響。

## 成就

### 作品刊載[2]
- 民國七十三年（1984年）高雄縣第三屆美術家邀請展
- 民國七十四年（1985年）、民國七十八年（1989年）、民國七十九年（1990年）高雄縣美術家聯展
- 民國七十四年（1985年）、民國七十七年（1988年）、民國八十三年（1994年）、民國八十七年（1998年）、民國九十五年（2006年）高雄縣書畫學會書畫集
- 民國九十五年（2006年）北京中國畫報社《一代名家》
- 民國九十五年（2006年）《藝術中國》
- 民國九十七年（2008年）陸軍官校校慶專刊《延續傳統融合創新》集
- 民國九十七年（2008年）北京現代教育出版社《名家》和《中國藝術名家精品集》
- 民國九十八年（2009年）河南汝州人民畫院出版《紀念于右任誕辰130週年書畫作品集》
- 民國九十八年（2009年）上海將軍書畫收藏院《紀念戴安瀾將軍誕辰105週年書畫展集》
- 民國九十八年（2009年）、民國一百年（2011年）、民國一佰零一年（2012年）中國書法學會翰耕墨耘五十年書藝大展會員展作品集
- 民國九十九年（2010年）、民國一百零二年（2013年）第一、二屆鼎盛龢安書法雙年展專輯
- 民國一百年（2011年）中華書法家協會之中華民國建國壹百週年嘉言名句書法集
- 民國一百年（2011年）福州海峽出版發行集團海峽書局《海峽兩岸109位將軍書畫作品集》
- 民國一百年（2011年）福建省畫院《紀念辛亥革命100週年閩台書畫聯展作品集》
- 民國一百零二年（2013年）中華世紀書畫協會之《中華湘台當代書畫家人物誌》
- 民國一百零二年（2013年）河南鄭州《書法導報》的《海峽之窗》
- 民國一百零二年（2013年）山東濰坊市國藝文化簡報2013-6期

### 獲獎榮譽[3]
- 民國九十三年（2004年）中華藝術學會頒發亞太地區名家書畫金鐸獎
- 民國九十五年（2006年）楷書作品杜秋娘「金縷衣」入選刻碑於世界名人文化村濰坊國際藝術碑林中華當代書法泰斗碑廊[4]
- 民國九十八年（2009年）「紀念戴安瀾將軍誕辰105週年-海峽兩岸書畫交流邀請展」組委會頒發大金獎
- 民國九十九年（2010年）作品｢無極｣獲中華書法家協會第一屆金箔獎
- 民國一百零一年（2012年）國防部長高華柱頒授國防大學政戰學院60週年院慶傑出校友
- 民國一百零二年（2013年）中華世紀書畫協會授予中華湘台當代書畫家泰斗榮譽稱號
- 民國一百零二年（2013年）｢浮舟滄海，立馬崑崙｣典藏於山東濰坊

### 特展[3]
- 個展
  - 陸軍官校校慶埔光美展、高雄都會公園書畫展[5]、鳳山市公所書畫展[6]、高雄市文化中心書畫邀請展[7]
- 聯展
  - 高雄縣藝術家邀請展、高雄縣書畫學會會員展、榮光書畫學會聯展、宜蘭縣清溪書畫展、中日書畫交流展、海峽兩岸書畫交流展、中國書法學會翰耕墨耘五十年會員展、中華書法家協會鼎盛龢安雙年展、高雄縣警察節美展、花蓮勝安宮王母娘娘下降60週年百人書法展、中華粥會書畫展、書畫山水.湘遇澎湖-兩岸文化交流活動[8]…等等

## 藝術理念
|  | 力。世界要有一種力，不管是寫字也好，畫畫也好，要表現一種氣勢，一種力道！ |